# Диксон, Вилли (барабанщик)
Вилли «Попси» Диксон (англ. Willie «Popsy» Dixon, полное имя Вилли Леонард Диксон; 26 июля 1942 года, Верджиния-Бич, Виргиния, США — 9 января 2015 года, Ричмонд, Виргиния, США) — американский блюзовый барабанщик и певец. Номинант Blues Music Awards в категории «Блюзовый барабанщик» (1999, 2005, 2006).

## Биография
Попси Диксон родился в 1942 году в Верджиния-Бич. Его отец играл на банджо и сажал Попси к себе на колени, пока играл, тётя играла на пианино. Впервые сел за игрушечную барабанную установку в возрасте семи лет. Как вспоминал сам музыкант: «Мои мама и папа отвели меня в магазин и сказали, чтобы я купил все, что мне понравится. Там была маленькая красная барабанная установка с крошечными маленькими бас-бочкой и малым барабаном… маленькими тарелками. Вот чего я хотел! К следующему утру эта штука была в мусорном ведре. Я разбил всё это до смерти. Но, вот что я вам скажу… после этого я знал, как играть. Я просто знал. Я знал ритм и чувствовал время. Вот так быстро. С тех пор я и играю».
С начала 1960-х годов играл в разных барных группах в Кристчёрче и окрестностях. Он познакомился с Шерманом и Уэнделлом Холмсами в 1967 году, они сблизились, но продолжали играть в различных барных группах, вместе и по отдельности.  В 1979 году они официально сформировали свою собственную группу, The Holmes Brothers. В группе пели все трое: «Их пробирающее до мурашек трёхголосное гармоническое пение, смесь грубого и хриплого вокала Уэнделла с парящим фальцетом Попси и насыщенным баритоном Шермана, привносило дух глубокой соул-музыки с госпелом в каждую исполняемую ими песню». Кроме того Диксон привнёс сильное влияние госпела в блюзовое творчество группы.
С того момента и до смерти выступал и записывался в составе The Holmes Brothers. Нечасто записывался с другими музыкантами, так записался в 1999 году с Фредди Рулеттом на его альбоме Spirit Of Steel, а в последние годы жизни записывался как певец с немецкой группой Ludwig Seuss Band. В 1999, 2005, 2006 годах претендовал на звание лучшего блюзового барабанщика Blues Music Awards.
Последний раз Попси Диксон выступил с The Holmes Brothers 6 декабря 2014 года и через некоторое время был госпитализирован с пневмонией. Во время обследования у него была выявлена терминальная стадия рака мочевого пузыря и 9 января 2015 года музыкант умер в хосписе.  
«Диксон… прославился своим парящим, проникновенным многооктавным вокалом и драйвовой, проникновенной игрой на барабанах».
«Голос Попси был звуком воскресного утра. Его фальцет умолял об искуплении или праздновал спасение, оседлав ноты, которые царапали нижнюю сторону небес. Когда его голос падал обратно на землю, он превращался в тенор на грани слез, который болел от уязвимости».

## Дискография
- 1983: Bill Dicey and The Fabulous Holmes Brothers with Popsy: Operator! Operator! I’m Trying To Get In Touch With My Baby Again!! (Spivey Records)
- 2012: Ludwig Seuss Band With Eddie Taylor And Popsy Dixon:  Virginia Blues Connection (Downhill Records)
- 2014: Ludwig Seuss Band Featuring Popsy Dixon, Abi Wallenstein, Lynn August: Downhill Sessions Part II (Downhill Records)
- 2015: Popsy Dixon & Ludwig Seuss Band: Virginia Blues Connection Vol. 2 (Solid Pack)